# Marc Barrat
 (novembre 2024).
Si vous disposez d'ouvrages ou d'articles de référence ou si vous connaissez des sites web de qualité traitant du thème abordé ici, merci de compléter l'article en donnant les références utiles à sa vérifiabilité et en les liant à la section « Notes et références ».
Pour les articles homonymes, voir Barrat.
Marc Barrat est un réalisateur et scénariste français, né en Guyane.

## Biographie et carrière
Marc Barrat naît et grandit à Cayenne en Guyane, avant de rejoindre l’hexagone pour l’École supérieure de réalisation audiovisuelle de Paris (ESRA). Après trois années d’études il fait ses armes comme stagiaire assistant réalisateur sur le biopic Jean Galmot, aventurier d’Alain Maline (1989).
Après un parcours d’assistant réalisateur sur plusieurs films, il entame en 1998 une carrière de réalisateur avec notamment son premier court métrage Le Blues du Maskilili (1998). Tourné en Guyane ce film de 20 minutes sera sélectionné dans une vingtaine de festivals français et étrangers, primé à cinq reprises, et recevra le prix de qualité 1999 du CNC. En 2001, le ministère de la santé lui confie la réalisation des séries de court-métrage de prévention contre le sida Alex et Bladas et Témoignages en 2001 et 2004.
En 2008 il réalise son premier long-métrage Orpailleur, scénario lauréat des « Trophées du Premier scénario, promesse de nouveaux talents » du CNC. Cette quête initiatique et écologique, est produite par la société Mat films et France 3 Cinéma avec la participation de Canal + TPS Star.Le film entame d’abord une belle vie dans les festivals internationaux et obtiendra le prix du meilleur acteur du festival du film francophone d'Angoulême en 2009. En février 2010, le film sort aux Antilles et en Guyane, où il rencontre un beau succès.
Pour Eloa Prod et France 3, il réalise les téléfilms Meurtres à Cayenne en 2019 et Meurtres à Marie-Galante en 2021. Ces deux téléfilms, qui font partie de la collection Meurtres à..., réunissent plus de 5 millions de téléspectateurs. En 2022 et 2023, il poursuit la réalisation de téléfilms de cette collection pour France Télévision avec Meurtres en Guadeloupe et Le Fantôme des Saintes.
Actuellement[Quand ?] il développe son deuxième long-métrage intitulé Tapanaoni.
En parallèle de ce parcours de réalisateur, il exerce une fonction de producteur au sein de la société Kanopé Films, qu’il a créée en Guyane en 2004.

## Filmographie
- 1998 : Le Blues du Maskilili, court-métrage de fiction (20 min)
- 2002 : Alex & Bladas 1, série 5 courts-métrages de fiction (6 min) contre le sida en Guyane
- 2002 : Alex & Bladas 2, série de trois courts-métrages de fiction (6 min) contre le sida en Guyane
- 2004 : Témoignages, série 5 courts-métrages de fiction (7 min) contre le sida en Guyane.
- 2009 : Orpailleur, long métrage - (93 min)
- 2009 : Amazone Flows, documentaire (52 min)
- 2019 : Meurtres à Cayenne[2], téléfilm de la collection Meurtres à... pour France 3 - (93 min)
- 2021 : Meurtres à Marie-Galante, téléfilm de la collection Meurtres à... pour France 3 - (94 min)
- 2023 : Meurtres en Guadeloupe, téléfilm de la collection Meurtres à... pour France 3 - (95 min)
- 2024 : Le Fantôme des Saintes, téléfilm de la collection Meurtres à... pour France 3 - (93 min)
- 2026 : Le Poids du silence, téléfilm[3],[4],[5]